# Aeroportul El Caraño
Aeroportul El Caraño (IATA: UIB, ICAO: SKUI) este un aeroport din Quibdó⁠(d), Chocó Department⁠(d), Columbia ce deservește zona Quibdó⁠(d). Aeroportul a fost tranzitat în 2022 de 375.353 de pasageri.
Situat la o altitudine de 62 m, aeroportul dispune de o singură pistă.